# Adem Garreb
Adem Garreb (in arabo آدم قرب‎?; 22 maggio 2003) è un calciatore tunisino, attaccante del Club Africain.

## Carriera

### Club
Garreb è cresciuto nel settore giovanile del Club Africain, dove ha debuttato il 19 dicembre 2020 nell'incontro di Championnat de Ligue Professionelle 1 perso 3-0 contro lo Sfaxien. Ha segnato il suo primo gol il 30 gennaio 2023 contro il Sidi Bouzid.

### Nazionale
L'8 maggio maggio 2023 è stato convocato dalla Tunisia Under-20 per disputare il campionato mondiale Under-20, ma ha dovuto rinunciarvi a causa di un infortunio.

## Statistiche

### Presenze e reti nei club
Statistiche aggiornate al 28 novembre 2024
| Stagione        | Squadra         | Campionato      | Campionato | Campionato | Coppe nazionali | Coppe nazionali | Coppe nazionali | Coppe continentali | Coppe continentali | Coppe continentali | Altre coppe | Altre coppe | Altre coppe | Totale | Totale | Totale |
| Stagione        | Squadra         | Comp            | Pres       | Reti       | Comp            | Pres            | Reti            | Comp               | Pres               | Reti               | Comp        | Pres        | Reti        | Pres   | Reti   |        |
| --------------- | --------------- | --------------- | ---------- | ---------- | --------------- | --------------- | --------------- | ------------------ | ------------------ | ------------------ | ----------- | ----------- | ----------- | ------ | ------ | ------ |
| 2020-2021       | Club Africain   | L1              | 16         | 0          | CT              | 0               | 0               | -                  | -                  | -                  | -           | -           | -           | 16     | 0      |        |
| 2021-2022       | Club Africain   | L1              | 6          | 0          | CT              | 4               | 0               | -                  | -                  | -                  | -           | -           | -           | 10     | 0      |        |
| 2022-2023       | Club Africain   | L1              | 17         | 3          | CT              | 1               | 0               | CCC                | 1                  | 0                  | -           | -           | -           | 19     | 3      |        |
| 2023-2024       | Club Africain   | L1              | 9          | 0          | CT              | 1               | 0               | CCC                | 4                  | 0                  | -           | -           | -           | 14     | 0      |        |
| 2024-2025       | Club Africain   | L1              | 3          | 0          | CT              | 0               | 0               | -                  | -                  | -                  | -           | -           | -           | 3      | 0      |        |
| Totale carriera | Totale carriera | Totale carriera | 51         | 3          |                 | 6               | 0               |                    | 5                  | 0                  |             | -           | -           | 62     | 3      |        |